# John Huarte
John Gregory Huarte (Anaheim, 6 aprile 1944) è un ex giocatore di football americano statunitense che ha giocato nel ruolo di quarterback nella American Football League (CFL) e nella National Football League (NFL). Al college ha giocato a football all'Università di Notre Dame con cui nel 1964 ha vinto l'Heisman Trophy, il massimo riconoscimento individuale a livello universitario.

## Carriera professionistica
Huarte fu scelto nel Draft 1965 da entrambe le leghe professionistiche dell'epoca: fu selezionato come 12º assoluto nel Draft AFL e come 76º assoluto nel Draft NFL. Firmò con i New York Jets preferendoli ai Philadelphia Eagles della NFL. Fu però superato nel ruolo di titolare dall'altro rookie Joe Namath, prima scelta assoluta del draft AFL, che era giunto 11º nelle votazioni dell'Heisman con Alabama. Huarte scivolò al terzo posto nelle gerarchie della squadra dietro Namath e Mike Taliaferro. Dopo la stagione fu scambiato coi Boston Patriots per Jim Colclough e Jim Waskiewicz.
Huarte rimase il quarterback di riserva per diverse altre formazioni nel periodo 1966-1972. Dopo non avere trovato alcuna squadra nel 1973, giocò le ultime stagioni da professionista come titolare dei Memphis Southmen dei World Football League, lega che fallì prima del termine della stagione 1975.

## Palmarès
- Heisman Trophy - 1964
- College Football Hall of Fame (classe del 2005)

## Statistiche
AFL+NFL
| Yard passate  | 230  |
| Touchdown     | 1    |
| Intercetti    | 5    |
| Passer rating | 22,4 |